# Leigh, Nebraska
Leigh är en ort (village) i Colfax County i Nebraska. Vid 2020 års folkräkning hade Leigh 435 invånare.